# Złe wychowanie (serial telewizyjny)
Złe wychowanie (ang. Bad Education, od 2012) – brytyjski serial komediowy stworzony przez Jacka Whitehalla oraz wyprodukowany przez Tiger Aspect Productions.
Premiera serialu miała miejsce w Wielkiej Brytanii 14 sierpnia 2012 roku na kanale BBC Three i jest emitowany do dziś. W Polsce premiera serialu odbyła się 27 sierpnia 2013 roku na antenie HBO Comedy.
Dnia 23 sierpnia 2012 roku ogłoszono, że stacja BBC Three złożyła zamówienie na drugi sezon. Premiera drugiego sezonu odbyła się 3 września 2013 roku.

## Opis fabuły
Akcja serialu rozgrywa się w fikcyjnej szkole Abbey Grove w Watford w hrabstwie Hertfordshire. Opowiada o losach Alfreda "Alfiego" Wickersa, nauczyciela historii, który ma luźny stosunek do swojego zawodu. Jego postawa przeszkadza zastępczyni dyrektora, pani Isobel Pickwell (Michelle Gomez), która ze wszystkich sił stara się zaprowadzić w szkole dyscyplinę oraz przywołać do porządku niezdyscyplinowanych nauczycieli i uczniów.

## Obsada
- Jack Whitehall jako Alfred "Alfie" Wickers
- Mathew Horne jako Shaquille "Simon" Fraser
- Michelle Gomez jako Isobel Pickwell
- Sarah Solemani jako Rosie Gulliver
- Samantha Spiro jako profesor Celia Green
- Harry Enfield jako Martin Wickers
- Leila Hoffman jako Olive Mollinson
- Nikki Runeckles jako Chantelle Parsons
- Kae Alexander jako Jing Chow
- Ethan Lawrence jako Joe Poulter
- Charlie Wernham jako Mitchell Harper
- Jack Binstead jako Rem Dogg
- Layton Williams jako Stephen Carmichael
- Jack Bence jako Frank Grayson

## Spis odcinków
| Światowa premiera | Polska premiera | N/o | Angielski tytuł  |
| ----------------- | --------------- | --- | ---------------- |
|                   |                 |     |                  |
| SERIA PIERWSZA    |                 |     |                  |
|                   |                 |     |                  |
| 14.08.2012        | 27.08.2013      | 01  | Parents' Evening |
|                   |                 |     |                  |
| 21.08.2012        | 28.08.2013      | 02  | Sex Education    |
|                   |                 |     |                  |
| 28.08.2012        | 29.08.2013      | 03  | Self Defence     |
|                   |                 |     |                  |
| 04.09.2012        | 03.09.2013      | 04  | School Trip      |
|                   |                 |     |                  |
| 11.09.2012        | 04.09.2013      | 05  | Football Match   |
|                   |                 |     |                  |
| 18.09.2012        | 05.09.2013      | 06  | Politics         |
|                   |                 |     |                  |
| SERIA DRUGA       |                 |     |                  |
|                   |                 |     |                  |
| 03.09.2013        | 17.12.2013      | 07  | Swimming Gala    |
|                   |                 |     |                  |
| 10.09.2013        | 18.12.2013      | 08  | The American     |
|                   |                 |     |                  |
| 17.09.2013        | 19.12.2013      | 09  | The Funeral      |
|                   |                 |     |                  |
| 24.09.2013        | 24.12.2013      | 10  | Valentine's Day  |
|                   |                 |     |                  |
| 01.10.2013        | 25.12.2013      | 11  | Drugs            |
|                   |                 |     |                  |
| 08.10.2013        | 26.12.2013      | 12  | Fundraiser       |
|                   |                 |     |                  |